# پل مارگیت
پل مارگیت (به مجاری: Margit híd) یا پل مارگارت، یکی از پل‌های بوداپست پایتخت مجارستان بر روی دانوب است که بودا و پشت را به‌یکدیگر متصل می‌کند.
پل مارگیت که در بین سال‌های ‎۱۸۷۲–۱۸۷۶ ساخته شده، در میان به جزیره مارگیت مماس می‌شود. زاویه بین دو بخش پل در نقطه تماس با جزیره ۱۶۵ درجه است. دلیل اصلی برای این شکل هندسی نامعمول، اضافه کردن شتاب‌زده بخش متصل کنندهٔ پل به جزیره، در طراحی است. طول پل ۶۳۷٫۵ متر و عرض آن ۲۵ متر است.

## ارجاع‌های فرهنگی
لختی پس از بازگشایی، پل مارگیت تبدیل شد به نقطه‌ای برای کسانی که قصد خودکشی داشتند. موج این خودکشی‌ها الهام‌بخش یانوش آرانی، شاعر قرن نوزده مجار، در سرودن تصنیفی در مورد خودکشی‌کنندگان بود.

## نگارخانه

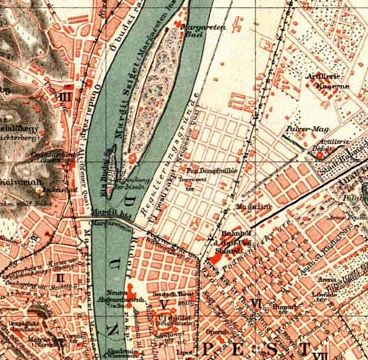
نقشهٔ پل ۱۸۸۸
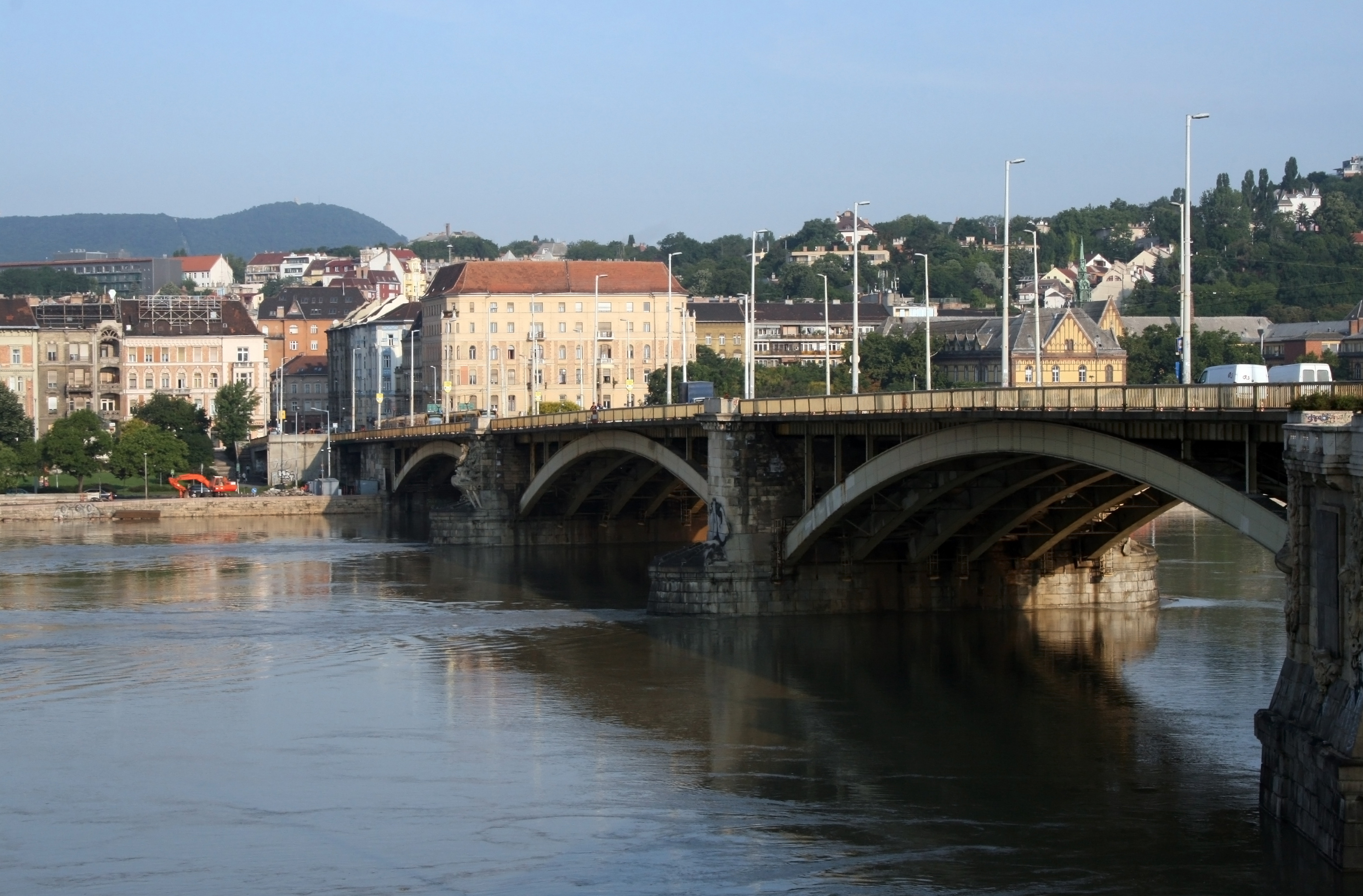
بخش جنوبی پل
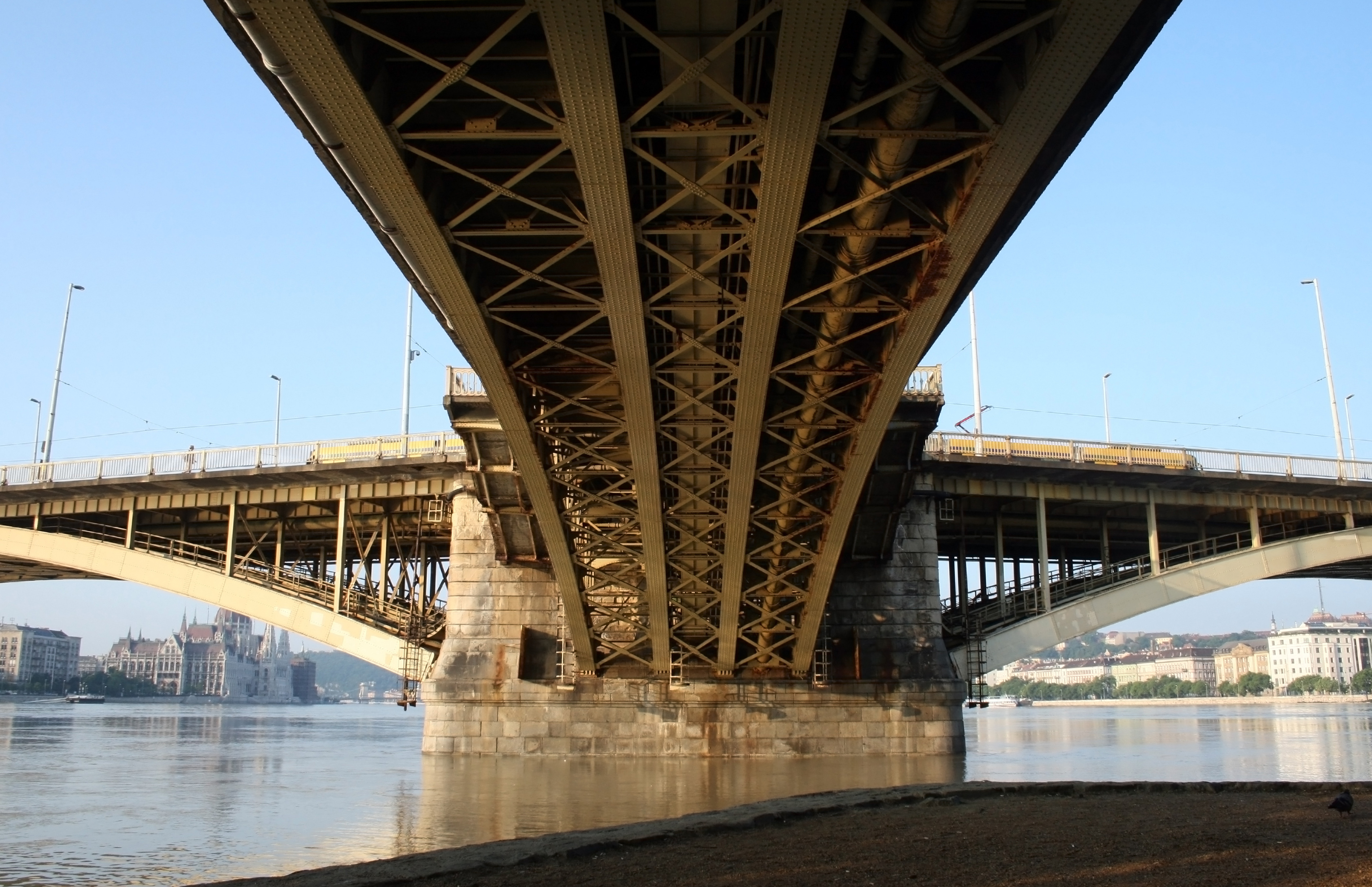
ساختار بخش متصل کننده
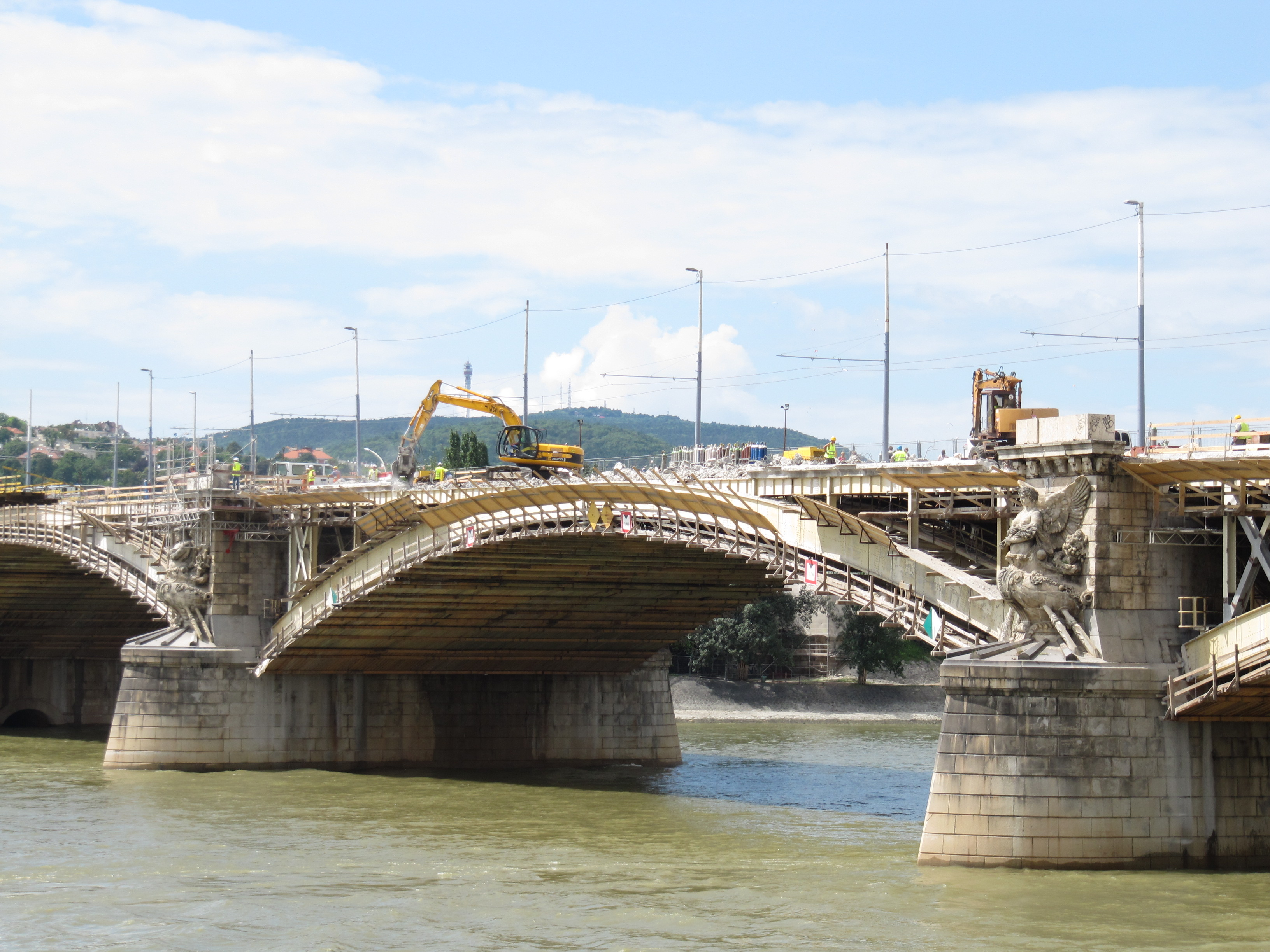
نوسازی پل - ۲۰۱۰
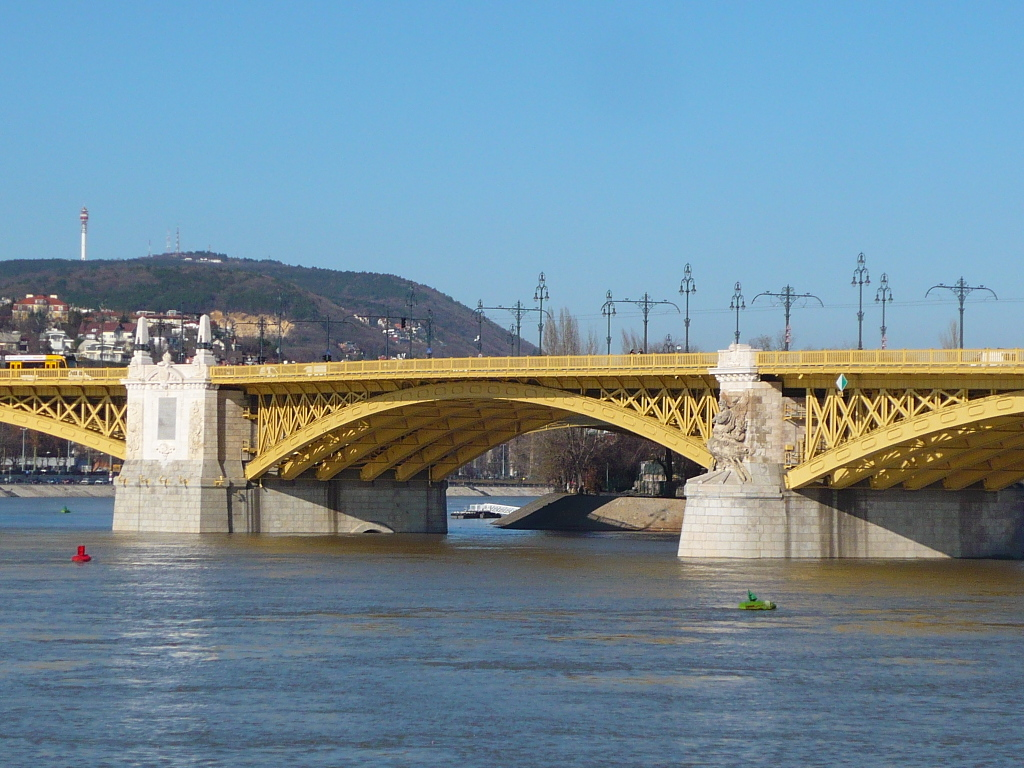
پس از نوسازی ۲۰۱۲
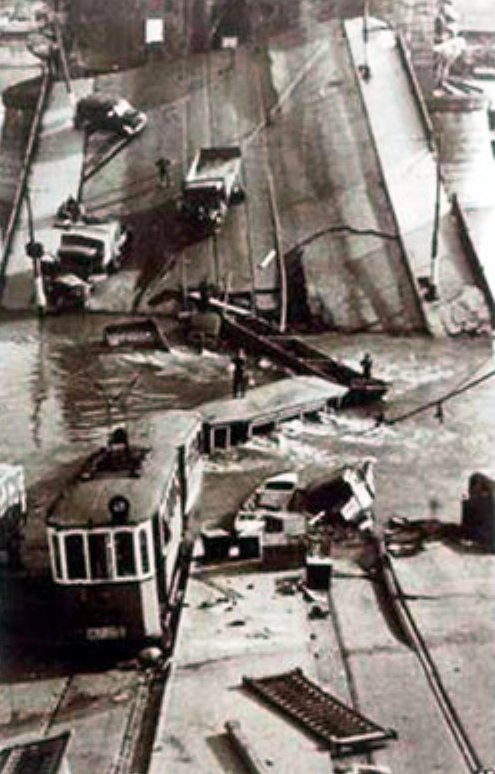
انفجار در جنوب پل[۱] - ۴ نوامبر ۱۹۴۴